# Villagrande Strisaili
Villagrande Strisaili är en ort och kommun i provinsen Nuoro i regionen Sardinien i Italien. Kommunen hade 3 186 invånare (2017).